# Théobald Chartran
Théobald Chartran (Besançon, 20 de julho de 1849 - Neuilly-sur-Seine, 16 de julho de 1907) foi um pintor acadêmico clássico da França.
Ele foi um dos artistas responsáveis pelas caricaturas ocasionais da revista Vanity Fair, especialmente em artigos franceses e italianos. Seus trabalhos para a revista incluem o Papa Leão XIII, Giuseppe Garibaldi, Humberto I da Itália, William Henry Waddington, todos em 1878, Charles Gounod, Giuseppe Verdi, Ernest Renan, Victor Hugo, Louis Blanc, e Alexandre Dumas, todos em 1879.
Dentre o  trabalho de Chartran está o retrato de René Laennec, o inventor do estetoscópio.